# Golfe de Boothia
 (décembre 2023).
Si vous disposez d'ouvrages ou d'articles de référence ou si vous connaissez des sites web de qualité traitant du thème abordé ici, merci de compléter l'article en donnant les références utiles à sa vérifiabilité et en les liant à la section « Notes et références ».

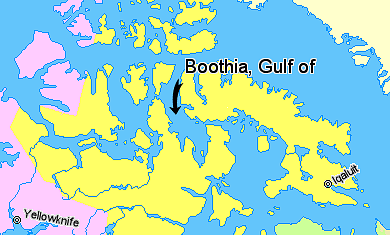
Emplacement du Golfe de Boothia, Nunavut, Canada.
Nunavut
Territoire du Nord-Ouest
Groenland

Le golfe de Boothia est un golfe situé au Nunavut, Canada. Il se trouve entre l'île de Baffin et la péninsule de Boothia. Le golfe est entouré par la péninsule de Melville et le Canada au sud, tandis qu'au nord, il mène au Prince Regent Inlet et au Lancaster Sound. 
Le golfe de Boothia a été nommé par John Ross, explorateur écossais en l'honneur de Sir Felix Booth, patron de la deuxième expédition à la recherche d'un passage au nord-ouest.